# Life on Your Own
 «Life on Your Own» — сингл британской синтипоп-группы The Human League, изданный 18 июня 1984 года лейблом Virgin Records. Песню написали Филип Оки, Джо Коллис и Филип Эдриан Райт. Композиция стала вторым синглом альбома Hysteria.

## О песне
Лирика песни грустная. Она повествует о том, как герой песни случайно встречается с девушкой в зимнее время, он был очень рад этой встрече, но догадывается, что девушка хочет жить одна без него, что его сильно разочаровывает.
Хотя сингл продавался не очень хорошо, он достиг 15 места в Ирландии, вошёл на шестнадцатую строчку в чарт Великобритании, а в Новой Зеландии занял сорок пятую позицию.
Журнал NME оценил композицию положительно и назвал её лучшим моментом в альбоме Hysteria. Продюсировали «Life on Your Own» Крис Томас и Хью Пэдхам, заменившие ушедшего Мартина Рашента, который ранее продюсировал композиции коллектива. На стороне «Б» «Life on Your Own» размещена «The World Tonight», которая была включена в переизданный альбом Hysteria в 2005 году, до этого она находилась исключительно на сингле.

## Список композиций
| №  | Название            | Длительность |
| -- | ------------------- | ------------ |
| 1. | «Life on Your Own»  | 4:08         |
| 2. | «The World Tonight» | 4:08         |

## Участники записи
- Филип Оки — вокал, автор песни
- Джоан Катеролл, Сьюзан Энн Салли — бэк-вокал
- Филип Эдриан Райт, Джо Коллис — авторы песни
- Крис Томас, Хью Пэдхам — продюсеры